# Dioscorea monadelpha
Dioscorea monadelpha là một loài thực vật có hoa trong họ Dioscoreaceae. Loài này được (Kunth) Griseb. mô tả khoa học đầu tiên năm 1875.